# Andrea Manga Bell
Andrea Manga Bell (* 27. Januar 1902 in Hamburg; † 10. Oktober 1985 in Paris) war eine deutsche Grafikerin und Journalistin. Sie war die Ehefrau von Alexander Douala-Bell und die Lebensgefährtin von Joseph Roth.

## Biografie
Andrea Manga Bell wurde als Andrea Jimenez Berroa in Hamburg geboren. Sie war die Tochter der Hamburgerin Emma Mina Filter und des afro-kubanischen klassischen Pianisten José Manuel Jiménez-Berroa (1855–1917). 1919 heiratete sie den aus der deutschen Kolonie Kamerun stammenden Alexander Douala-Bell, den Sohn des von den Deutschen hingerichteten Douala-Königs Rudolf Manga Bell. Aus der Ehe gingen zwei Kinder hervor, Sohn Jose Emmanuel (1920–1947) und Tochter Andrea Tüke Ekedi (1921–2003).
Nachdem ein Teil Kameruns (Cameroun) durch den Versailler Vertrag unter französische Verwaltung kam, zog das Ehepaar Mitte 1919 nach Paris. Die Ehe scheiterte, wurde jedoch nicht geschieden. Alexander Douala-Bell ging 1922 nach Kamerun, jedoch ohne seine Frau und die Kinder, die in Europa blieben.
Andrea Manga Bell kehrte daraufhin mit den Kindern nach Deutschland zurück, wo sie in Berlin als Redakteurin bei der Ullstein-Zeitschrift Gebrauchsgraphik arbeitete, während die Kinder bei der Großmutter in Hamburg lebten. Im August 1929 lernte sie den Schriftsteller Joseph Roth kennen und wurde seine Lebensgefährtin. Bald bezogen die beiden zusammen mit den Kindern eine gemeinsame Wohnung. Möglicherweise war Andrea Manga Bell das Vorbild für die Figur der Juliette Martens in Klaus Manns Schlüsselroman Mephisto.
Als Roth 1933 emigrieren musste, folgte ihm Andrea Manga Bell mit ihren Kindern nach Frankreich. Im Laufe der Zeit kam es zwischen dem Alkoholiker Roth und Andrea Manga Bell zu Spannungen. Finanzielle Probleme kamen hinzu, so dass es 1936 zum Bruch kam. Andrea Manga Bell schreibt später über diese Zeit in einem Brief an Karl Retzlaw, sie habe von ihrem Bruder in Hamburg Geld aus ihrem Erbe erhalten. „Das Geld, das er mir mit Lebensgefahr über Holland hat zukommen lassen, hat Roth restlos versoffen.“
Andrea Manga Bell lebte wieder in Paris und musste während der deutschen Besatzung zeitweise untertauchen. Nach dem Krieg nahm ihr Mann Alexander, inzwischen Abgeordneter für Kamerun in der französischen Nationalversammlung, wieder Kontakt zur Familie auf. Bei einem Besuch des Sohnes Jose Emmanuel bei seinem Vater in Douala 1947 kam es zu einem Streit zwischen beiden, in dessen Verlauf Alexander seinen Sohn erschoss. Die Mordanklage wurde niedergeschlagen. Bemühungen von Andrea Manga Bell, doch noch ein Gerichtsverfahren zu erzwingen, scheiterten.
1985 starb Andrea Manga Bell im Alter von 83 Jahren in Paris.

## Rezeption
- 2023 veröffentlichte Eva Gesine Baur unter dem Pseudonym Lea Singer unter dem Titel Die Heilige des Trinkers einen Roman über Manga Bell.